# شوراهای اسلامی کار
شوراهای اسلامی کار شوراهایی هستند که در واحدهای تولیدی، صنعتی، کشاورزی و‌ خدماتی ایران دارای بیش از ۳۵ نفر شاغل دائم، به‌طور جداگانه و با رأی کارگران و کارکنان همان واحد انتخاب می‌شوند. در شورای اسلامی کار، نمایندگان کارگران و کارکنان به انتخاب مجمع عمومی و نمایندۀ مدیریت به عضویت دارند. تشکیل شوراهای اسلامی کار ‌بر اساس قانون تشکیل شوراهای اسلامی کار مقرر شده که در ۳۰ دی ۱۳۶۳ به تصویب مجلس شورای اسلامی و در ۴ بهمن همان سال به تأیید شورای نگهبان رسیده است. شوراهای اسلامی کار در هر استان ‌کانون هماهنگی شوراهای اسلامی کار استان و در سطح کشور کانون عالی هماهنگی شوراهای اسلامی کار سراسر کشور را تشکیل می‌دهند.

## اهداف
در مادۀ ۱ قانون تشکیل شوراهای اسلامی کار مصوب ۳۰ دی ۱۳۶۳ تأمین قسط اسلامی و همکاری در تهیۀ برنامه‌ها و ایجاد هماهنگی در پیشرفت امور از اهداف شوراهای اسلامی کار برشمرده شده‌است.

## شیوۀ انتخاب اعضای کارگری
انتخابات شوراهای اسلامی کار در درون مجمع عمومی هر واحد برگزار می‌شود. کلیۀ کارگران و سایر کارکنان به جز مدیریت واحد حق حضور و رأی در مجموع عمومی را دارند. 

### مجمع عمومی
جلسات مجمع به دو شکل عادی و فوق‌العاده برگزار می‌شود. مجمع می‌باید در هر سال دست‌کم یک بار جلسۀ عادی برگزار کند. جلسات فوق‌العاده شورا توسط مدیریت و یا به درخواست آن و یا با درخواست یک چهارم
کارکنان واحد منحصراً برای رسیدگی به موضوع مورد درخواست تشکیل می‌شوند. اگر بیش از پنجاه درصد کارکنان درخواست کنند، تشکیل مجمع الزامی است. هیأتی که به موجب مادۀ ۲۲ تشکیل می‌شود نیز باید تشکیل مجمع فوق‌العاده را تأیید کند. مجمع فوق‌العاده نمی‌تواند در هر سه ماه بیش از یک بار تشکیل شود.
برای تشکیل مجمع عمومی و برگزاری انتخابات هر واحد، در مرحلۀ اول می‌بایست حداقل دو سوم اعضا حضور داشته باشند و کاندیداها اکثریت مطلق آراء را به‌دست بیاورند. اما در صورتی که امکان حضور دو سوم اعضا فراهم نباشد در مرحلۀ دوم می‌توان مجمع را با حضور حداقل نیمی از اعضا برگزار کرد و رأی اعضای غایب را بعداً اخذ کرد، ولی رأی‌گیری باید تا گرفتن رأی حداقل دو سوم اعضا ادامه بیابد و آرای منتخبین هم نباید از یک سوک کل آرا کمتر باشد.

## حدود اختیارات
تصمیمات و مصوبات شوراهای اسلامی کار می‌باید در چهارچوب قانون تشکیل شوراهای اسلامی کار باشد. همچنین تصمیمات و مصوبات شوراها در امور مربوط به وظایف مدیریت تنها جنبۀ پیشنهادی دارد. شورا در حدود وظایف و اختیارات خود باید در برابر هیأتی به موجب مادۀ ۲۲ تشکیل می‌شود، و نیز در برابر مجمع کارکنان پاسخگو باشد.
شورا موظف است یک نفر را به عنوان عضو مشاور و روابط به مدیریت واحد معرفی کند. عضو مشاور بدون حق رأی در جلسات هیأت مدیره شرکت خواهد کرد.

### وظایف و اختیارات
‌ماده ۱۳ وظایف و اختیارات شورای اسلامی کار را بدین شرح برشمرده است:
1. ایجاد روحیۀ همکاری بین کارکنان هر واحد به منظور پیشرفت سریع امور
2. همکاری با انجمن اسلامی در بالا بردن آگاهی کارکنان در زمینه‌های فرهنگی، اجتماعی و سیاسی.
3. بالا بردن آگاهی کارکنان در زمینه‌های اقتصادی، فنی، حرفه‌ای و نظایر آن
4. نظارت بر امور واحد به‌منظور اطلاع از انجام صحیح کار و ارائۀ پیشنهاد سازنده به مسئولین مربوطه‌ (تبصره: اعمال نظارت شورا نباید موجب توقف امور واحد گردد.)
5. همکاری با مدیریت در تهیۀ برنامه‌ها به‌منظور پیشبرد امور واحد
6. بررسی شکایات کارکنان در مورد نارسایی‌های واحد و پیگیری موارد حقه
7. تلاش در جهت گسترش امکانات رفاهی و حفظ حقوق قانونی کارکنان واحد
8. بررسی و شناخت کمبودها و نارسایی‌های واحد و ارائۀ اطلاعات به مدیر یا هیأت مدیره
9. همکاری و کوشش در بهبود شرایط کار و دستیابی به میزان تولید پیش‌بینی‌شده در برنامه‌های تولیدی واحد
10. پیشنهاد تشویق عناصر فعال و معرفی افراد لایق برای احراز مسئولیت‌های مناسب به مدیریت[۱]

### موارد صلاحیت تصمیم‌گیری شورا
شوراهای اسلامی کار در موارد زیر صلاحیت اخذ تصمیم، آن هم به‌صورت مشورتی دارند:
1. ساعات شروع و پایان کار و استراحت و توزیع اوقات کار در هفته
2. موعد و محل و نحوۀ پرداخت مزد یا مزایا
3. تخصص مشاغل افراد
4. تعیین نرخ‌های کارمزدی و پاداش‌های کارکنان بر اساس قوانین آیین‌نامۀ کار
5. ترتیب استفادۀ فردی یا جمعی کارکنان از انواع مرخصی
6. اتخاذ تدابیر برای پیشگیری از حوادث و بیماری‌های ناشی از کار
7. تنظیم برنامه و سازماندهی خدمات اجتماعی مربوط به واحد
8. تدوین ضوابط استفاده از خانه‌های سازمانی واحد[۱]

شورا همچنین باید در رابطه با زمینه‌های اجتماعی بروز حوادث، مراجع ذیصلاح را مطلع و با آن‌ها همکاری کند. در رابطه با اجرای برنامه‌های آموزشی حرفه‌ای ضمن کار مدیریت باید نظر شورا را جلب کند.
شورا پس از دریافت پیشنهادهای مدیریت باید نظر خود را ظرف ۱۰ روز به مدیریت اعلام کند. در غیر این صورت مدیریت می‌تواند نظر خود را به اجرا بگذارد. اگر مدیریت به نظر شورا اعتراض داشته باشد، باید اعتراض خود را به هیأتی که در مادۀ ۲۲ آمده ارجاع کند. نظر آن هیأت قطعی است. اگر مدیریت به تکلیف مقرر در قانون تشکیل شوراهای اسلامی کار عمل نکند، شورا می‌تواند به دادگاه شکایت کند. در موارد مربوط به اخراج کارکنان اگر شورا مخالف باشد این دادگاه صالح است که رأی نهایی را خواهد داد.

## انتخابات شوراهای اسلامی کار

### برگزاری انتخابات
بر اساس مادۀ ۳ قانون تشکیل شوراهای اسلامی کار، انتخابات این شوراها زیر نظر وزارت کار برگزار شده و مدت اعتبار آن دو سال خواهد بود. انتخابات هر شورا باید حداقل ۱۵ روز پیش از پایان دورۀ شورای قبل به انجام رسیده باشد.
در شرکتهای بزرگ دولتی از قبیل شرکت‌های تابعه وزارت نفت، شرکت ملی فولاد ایران، شرکت ملی صنایع مس ایران و ... تشخیص زمان تشکیل شوراها بر عهدۀ شورای عالی کار است.

### شرایط انتخاب‌شوندگان
بر اساس مادۀ ۲ قانون تشکیل شوراهای اسلامی کار، افرادی که خواهان عضویت در شوراهای اسلامی کار هستند می‌باید دارای شرایط زیر باشند:
‌# حداقل سن ۲۲ سال سن
1. تابعیت ایران
2. حداقل سابقۀ یک سال کار در همان واحد (به جز کارگاه‌هایی که کمتر از دو سال سابقه دارند)
3. اعتقاد و التزام عملی به اسلام و ولایت فقیه و وفاداری به قانون اساسی جمهوری اسلامی ایران (در مورد اقلیت‌های یهودی، مسیحی، زرتشتی وفاداری به قانون اساسی کافی‌ست)
4. عدم گرایش به احزاب و سازمان‌ها و گروه‌های غیر قانونی و مخالف جمهوری اسلامی.
5. عدم وابستگی به رژیم سابق و نداشتن سابقۀ محکومیت کیفری منجر به محرومیت از حقوق اجتماعی
6. دارا بودن سواد خواندن و نوشتن و داشتن آگاهی به امور محوله
7. برخورداری از صداقت و امانت و عدم اشتهار به فساد اخلاقی[۱]

### تعداد اعضای شورا
شورای اسلامی کار تنها در واحدهایی که بیش از ۳۵ نفر شاغل دائم دارند تشکیل می‌شود. تعداد اعضای شورا با توجه به تعداد کارکنان به ترتیب زیر خواهد بود:
‌* از ۳۶ نفر تا ۱۵۰ نفر سه نفر عضو اصلی، دو نفر علی‌البدل
‌* از ۱۵۱ تا ۵۰۰ نفر پنج نفر عضو اصلی، سه نفر علی‌البدل
‌* از ۵۰۱ تا ۱۰۰۰ نفر هفت نفر عضو اصلی، چهار نفر علی‌البدل
‌* از ۱۰۰۱ تا ۵۰۰۰ نفر نه نفر عضو اصلی، پنج نفر علی‌البدل
‌* از ۵۰۰۰ به بالا یازده نفر عضو اصلی، شش نفر علی‌البدل
به هنگام بیماری، غیبت، استعفا، برکناری یا فوت اعضای اصلی، اعضای علی‌البدل به ترتیب اکثریت آرا به جای عضو یا اعضای اصلی در جلسات شورا شرکت می‌کنند.

### تشخیص صلاحیت کاندیداها
هیأتی مرکب از سه نفر، نمایندۀ وزارت کار، نمایندۀ وزارتخانۀ مربوطه و نمایندۀ منتخب مجمع کارکنان تشخیص صلاحیت کاندیداهای عضویت در شوراهای اسلامی کار را بر اساس شرایط مندرج در مادۀ ۲ قانون تشکیل شوراهای اسلامی کار بر عهده دارند.

### تشکیل جلسات اول
نخستین جلسۀ شورای اسلامی کار در هر واحد باید حداکثر یک هفته پس از انتخابات برگزار شود. دعوت به تشکیل جلسه وظیفۀ نمایندۀ وزارت کار است. در جلسۀ اول رئیس، یک نایب رییس و یک منشی از میان مسن‌ترین اعضاء انتخاب می‌شوند و ریاست جلسۀ اول را موقتاً بر عهده می‌گیرند.

## انحلال شورا
شورای اسلامی کار در صورت انحراف از وظایف قانونی خود منحل می‌شود. تشخیص این انحراف از وظایف هیأتی‌ست که به موجب مادۀ ۲۲
تشکیل می‌شود.
شورای منحل‌شده این حق را دارد که حداکثر تا ۱۰ روز پس از تاریخ ابلاغ انحلال بر اساس اصل ۱۰۶ قانون اساسی به دادگاه صالح شکایت کند و دادگاه هم وظیفه دارد به شکایت شوراهای اسلامی کار خارج از نوبت رسیدگی نماید. همچنین وزارت کار وظیفه دارد حداکثر تا دو ماه پس از انحلال قطعی شورا انتخابات شورای جدید را برگزار کند.
هیأت مادۀ ۲۲ از ۷ نفر شامل سه نفر از نمایندگان شوراهای اسلامی کار به انتخاب شوراهای واحدهای منطقه، سه نفر از مدیران واحدهای منطقه به انتخاب خود آن‌ها، و یک نفر نمایندۀ وزارت کار و امور اجتماعی تشکیل می‌شود. این هیأت وظیفه دارد انحراف شوراها از وظایف قانونی خود را بررسی و در صورت تشخیص آن‌ها را منحل کند. اداره کار منطقه محل تشکیل این هیأت را تعیین می‌کند. علاوه بر این شورای ۷ نفرۀ مادۀ ۲۲ وظیفه دارد میان شورا و مدیریت تفاهم و هماهنگی ایجاد کند، کارکرد شورا و مدیریت را بررسی و بر آن نظارت کند، به شکایت کارکنان نسبت به شورا رسیدگی کند، و تخلفات مدیر را به دادگاه صالح ارجاع دهد.

## سلب عضویت و استعفای اعضا

### سلب عضویت
اگر هر یک از اعضای شورای اسلامی کار از وظایف قانونی خود تخلف کند و یا اینکه فقدان صلاحیت او بر اساس شرایط مندرج در مادۀ ۲ قانون مشخص شود، اعضای شورا می‌توانند با پیشنهاد حداقل دو سوم مجموع اعضا و با تأیید هیأتی که به موجب مادۀ ۲۲ تشکیل می‌شود، او را سلب عضویت کنند.
فرد سلب عضویت‌شده طبق مادۀ ۵ حق دارد به دادگاه صالح شکایت کند و دادگاه نیز وظیفه دارد خارج از نوبت به شکایت وی رسیدگی کند. اگر سلب عضویت فرد قطعی شود، وی نمی‌تواند در انتخابات دورۀ بعد شرکت کند.
اگر بیش از یک سوم اعضای یک شورا استعفاء دهند، فوت کنند و یا عضویت آن‌ها سلب شود، وزارت کار وظیفه دارد حداکثر ظرف ۲ ماه برای تکمیل شورا انتخابات برگزار کند.
هیأت موضوع ماده ۲۲ می‌تواند با اخراج عضو یا اعضای شورا توسط مدیریت مخالفت کند و در این موارد دادگاه باید خارج از نوبت رسیدگی کرده و رأی نهایی را صادر کند. اعضای شورا تا صدور رأی نهایی دادگاه صالح کماکان عضو شورا هستند و به وظایف نمایندگی عمل خواهند کرد.

## روال کاری شورا

### ساعات کاری شورا
ساعاتی که اعضاء شورای اسلامی کار مشغول انجام وظایف شورایی هستند جزء ساعات کار آن‌ها محاسبه می‌شود. عضویت و ساعات کار اضافی در شورا افتخاری است. هیأتی که به موجب مادۀ ۲۲ تشکیل می‌شود ساعات کار شوراهای اسلامی کار را تعیین می‌کند.

### هزینه‌های شورا
هزینه‌های ضروری شوراها از طریق حق عضویت مجمع کارکنان تأمین می‌شود. میزان حق عضویت توسط مجمع کارکنان تعیین می‌شود.

### گزارش‌های شورا
اگر شورا درخواست کند، مدیریت باید آمار و مدارک را تا جایی که به وظایف شورا مربوط باشد در اختیار آن قرار دهد. اعضای شورا مطلقاً حق ندارند آمار و اطلاعات سری و محرمانۀ واحد را افشا کنند.
شورای اسلامی کار وظیفه دارد در آخر هر شش ماه گزارش اقدامات خود را به اطلاع اعضای مجمع برساند.

## پی‌نوشت و منبع‌ها
1. 1 2 3 4 5 6 7 8 9 10 11 12 13 14 15 16 17 18 19 20 21 22 23 24 25 26 27 28  مرکز پژوهش‌های مجلس شورای اسلامی: قانون تشکیل شوراهای اسلامی کار؛ بازدید در ۸ مهر ۱۴۰۳.
2. ↑  مرکز پژوهش‌های مجلس شورای اسلامی: آیین‌نامۀ نحوۀ تشکیل، حدود وظایف و اختیارات و عملکرد کانون هماهنگی شوراهای اسلامی کار استان و کانون عالی هماهنگی شوراهای اسلامی کار سراسر کشور؛ بازدید در ۸ مهر ۱۴۰۳.